# Johanna van Dommelen-Hamer
Johanna Hendrika (Anneke) van Dommelen-Hamer (Groesbeek, 20 oktober 1885 – aldaar, 7 mei 1996) was vanaf 9 augustus 1995 de oudste inwoner van Nederland, na het overlijden van Ann Flower. Zij heeft deze titel 272 dagen gedragen.
In een krantenknipsel naar aanleiding van haar 100e verjaardag valt te lezen dat ze haar verjaardag haar hele leven heeft gevierd op 20 oktober, omdat ze "'s nachts om vijf minuten over twaalf" geboren zou zijn. "Bij de gemeente Groesbeek is dat verkeerd opgeschreven," aldus mevrouw Van Dommelen; in haar geboorteakte valt inderdaad te lezen dat ze op 19 oktober 1885 om elf uur 's avonds is geboren.
Van Dommelen-Hamer overleed op de leeftijd van 110 jaar en 200 dagen. Haar opvolgster als oudste Nederlander was Cornelia Hendrikse-Maas.  